# 中華民國陸軍裝甲步兵三五一旅
陸軍裝甲步兵三五一旅前身為教導第一師戰車隊，代號：雷霆部隊。

## 沿革

### 大陸時期
- 1929年3月1日，教導第一師戰車隊成立。

- 1933年，長城抗戰與日軍於古北口、南天門等地激戰。

- 1934年6月，以戰車隊及汽車訓練班畢業學員為基幹擴編為戰車營，營長為彭克定。

- 1937年5月，經蔣中正委員長批准，戰車營擴編為裝甲兵團；以杜聿明少將擔任團長，胡獻群上校擔任戰車營營長。

- 1937年8月，由團長親率戰車營第一、二兩連及戰防砲營參加「八一三淞滬戰役」，在匯山碼頭阻擊日軍登陸，達成任務。

- 1938年1月，蔣中正委員長命令徐庭瑤將軍將裝甲兵團擴編為陸軍機械化第二百師。編成期間師長由徐庭瑤將軍兼任，副師長為杜聿明少將，

- 1939年1月，以第二百師為基幹擴編為陸軍新編第十一軍，徐庭瑤兼任軍長，杜聿明升任副軍長。

- 1939年8月，改番號為陸軍第五軍，初期仍由徐庭瑤兼任軍長。裝甲兵部分，係將第二百師之第一一四九團與一一五０團等兩個戰車團合編成軍直屬裝甲兵團，團長為胡獻群。

- 1939年11月，第五軍裝甲兵團戰車第一營參加桂南崑崙關戰役，締造國軍裝甲兵「四大戰役」的第一場重大勝利，稱為「崑崙關大捷」。

- 1944年，戰一營奉命在緬北戰場反攻，國軍在瓦魯班（Walawbum）取得大勝，並擄獲日軍第十八師團關防一顆，威揚異域，稱為「瓦魯班大捷」，此為國軍裝甲兵的第二場重大勝利。

- 1946年初，抗戰勝利後，「裝甲兵教導總隊」編成，之後將各地裝甲部隊整編為戰車第一、二、三、四團及其他單位。

- 1947年，隨著國共雙方的全面衝突，國軍部隊搭配戰車第二團第二營，攻入陜北延安。由於收復中共佔領多年的重要根據地，有其象徵意義，成為國軍裝甲兵的第三場重大勝利，稱為「延安大捷」。

### 戡亂（台灣）時期
- 1949年，共軍攻陷福建廈門後，企圖一舉奪取金門。此時國軍在金門加強戰備，並將戰車第三團第一營移防金門。當年十月廿四日下午，戰一營第三連配合守備部隊，在海灘實施步戰協同演習，待演習結束後，準備返回駐地，第一排有輛戰車履帶陷入沙灘，進退不得，戰三連連長命該排排長楊展，指揮全排留待原地，等到修復後返防。入夜後，楊展排長與該排官兵在海灘休息，突然發現海面上有異狀，楊展排長判定是共軍來襲，立即向全排戰車下達射擊口令，並往上級報告，金門國軍立即反擊，戰一營全面應戰，終將登島共軍擊潰。戰後，上級特頒「金門之熊」榮譽旗以示嘉許，這是國軍裝甲兵的第四場重大勝利，稱為「金門大捷」，也就是著名的「古寧頭戰役」。

- 1950年3月1日，裝甲兵司令部改為裝甲兵旅司令部，下轄裝甲兵教導總隊及第一～四總隊。
- 1950年12月，奉命撤銷兩個登陸戰車大隊（第五十三大隊及五十二大隊一部份車輛）編入海軍，成立海軍陸戰隊，

- 1954年3月1日，裝甲兵旅司令部改組為陸軍裝甲兵司令部，裝甲兵旅第二、四總隊改編為裝甲兵第一師（師長趙志華）駐地湖口，裝甲兵旅第一、三總隊改編為裝甲兵第二師駐台中清泉崗，裝甲師與各獨立戰車營及裝甲兵學校，均由裝令部管轄。

### 前瞻時期
- 1964年1月21日，發生湖口兵變事件又稱湖口裝甲兵事件。

### 嘉禾時期
- 1970年9月，實施「嘉禾二號」案，由装1師所属第11旅為基幹於湖口整編為裝甲兵獨立第一旅（旅長岳天）。

- 1976年，變更番號為陸軍裝甲兵獨立第一一旅後，又更改番號為陸軍裝甲兵獨立第五一旅（旅長為劉漢瑩）。

### 陸精時期
- 1986年10月，湖口裝甲42旅及51旅，在湖口台地實施陸軍火力示範(國光演習)。

### 精實時期
- 1999年4月1日，因「精實案」組織調整，主力部隊由新竹湖口三營區移防至桃園縣龜山鄉下湖西營區、下湖東營區編成陸軍裝甲步兵第351旅，下轄原獨立51旅旅部連、通信連、裝騎連、工兵連、反裝甲連、憲兵排、支援營及砲兵營，並納編原機械化步兵第249師裝步182、184、185營及戰車771、780營。編組成3個裝甲步兵營.2個戰車營，是保護中樞反斬首的重要重裝機動火力。原戰車712營移編至裝甲564旅，戰車711、裝步111營移編至裝甲542旅

### 精進（精粹）時期
- 2005年7月1日，與陸軍摩托化步兵第二六九旅併編為機械化步兵第二六九旅。

## 歷任指揮官

### 戰車隊
| 指揮官                | 指揮官           | 指揮官               | 指揮官              | 指揮官 |
| 歷任                  | 姓名             | 任期時間             | 備註                |        |
| --------------------- | ---------------- | -------------------- | ------------------- | ------ |
| 教導第1師戰車隊隊長   | 張傑英           | 1929年3月–1932年4月  | 黃埔軍校第6期步兵科 |        |
| 交通兵第2團戰車隊隊長 | 黃人俊（黃劍平） | 1932年5月–1934年12月 | 黃埔軍校第6期       |        |

### 戰車營
| 指揮官                | 指揮官           | 指揮官                      | 指揮官              | 指揮官 |
| 歷任                  | 姓名             | 任期時間                    | 備註                |        |
| --------------------- | ---------------- | --------------------------- | ------------------- | ------ |
| 交通兵第2團戰車營營長 | 朱錫麟（朱熙麟） | 1934年11月–1935年10月       | 保定陸軍官校第3期   |        |
| 戰車教導營            | 彭克定           | 1935年10月–1937年1月30日    | 黃埔軍校第2期       |        |
| 戰車教導營            | 彭子言           | 1937年1月31日–1937年5月16日 | 黃埔軍校第3期步兵科 |        |

### 裝甲兵團
| 指揮官                          | 指揮官           | 指揮官                       | 指揮官                                      | 指揮官 |
| 歷任                            | 姓名             | 任期時間                     | 備註                                        |        |
| ------------------------------- | ---------------- | ---------------------------- | ------------------------------------------- | ------ |
| 陸軍裝甲兵團團長                | 杜聿明           | 1937年5月16日–1938年1月30日  | 黃埔軍校第1期                               |        |
| 陸軍裝甲兵團戰車營營長          | 胡獻群           | 1937年5月16日–1938年1月30日  | 黃埔軍校第6期交通科，英國皇家桑德斯軍官學校 |        |
| 陸軍裝甲兵第200師師長           | 杜聿明           | 1938年1月31日–1938年10月31日 | 黃埔軍校第1期                               |        |
| 陸軍裝甲兵第200師1149戰車團團長 | 胡獻群           | 1938年1月31日–1938年10月31日 | 黃埔軍校第6期交通科，英國皇家桑德斯軍官學校 |        |
| 陸軍裝甲兵第200師1150戰車團團長 | 韓增棟           | 1938年1月31日–1938年10月31日 | 黃埔軍校第6期                               |        |
| 陸軍第11軍副軍長兼第200師師長   | 杜聿明           | 1938年11月1日–1938年12月31日 | 黃埔軍校第1期                               |        |
| 第11軍直屬裝甲兵團團長          | 胡獻群           | 1938年11月1日–1939年8月      | 黃埔軍校第6期交通科，英國皇家桑德斯軍官學校 |        |
| 第5軍裝甲兵團團長               | 胡獻群           | 1939年8月–1940年8月          | 黃埔軍校第6期交通科，英國皇家桑德斯軍官學校 |        |
| 第5軍裝甲兵第1團團長            | 胡獻群           | 1940年8月–1942年9月          | 黃埔軍校第6期交通科，英國皇家桑德斯軍官學校 |        |
| 第5軍裝甲兵第2團團長            | 郭彥             | 1940年10月–年                | 黃埔軍校第6期交通科，法國聖西爾軍校         |        |
| 第5軍裝甲兵第1團團長            | 馬徹             | 1942年9月–1943年3月          | 黃埔軍校第6期炮兵科                         |        |
| 第48師第142戰車團團長           | 馬徹             | 1943年3月–1945年7月          | 黃埔軍校第6期炮兵科                         |        |
| 第5軍裝甲兵第1團團長            | 馬徹             | 1945年7月–1945年10月         | 黃埔軍校第6期炮兵科                         |        |
| 裝甲兵教導總隊總隊長            | 石祖黃           | 1945年11月-1946年12月        | 黃埔軍校第6期步兵科，美國陸軍裝甲學校       |        |
| 裝甲兵教導總隊戰車第1團團長     | 諶志立           | 1945年11月-1947年12月        | 黃埔軍校第8期                               |        |
| 裝甲兵教導總隊戰車第2團團長     | 蔣鐵雄           | 1945年11月-1947年12月        | 黃埔軍校第6期工兵科                         |        |
| 裝甲兵教導總隊戰車第3團團長     | 趙振宇           | 1945年11月-1947年12月        | 黃埔軍校第8期交通科                         |        |
| 裝甲兵教導總隊總隊長            | 石覺             | 1947年1月-1949年9月          | 黃埔軍校第3期步兵科                         |        |
| 裝甲兵教導總隊戰車第1團團長     | 蔣緯國           | 1947年12月-1949年9月         | 德國慕尼黑軍官學校，美國裝甲兵訓練中心      |        |
| 裝甲兵教導總隊戰車第2團團長     | 吳文芝           | 1947年12月-1949年9月         | 黃埔軍校第10期                              |        |
| 裝甲兵教導總隊戰車第3團團長     | 趙振宇           | 1947年12月-1949年9月         | 黃埔軍校第8期交通科                         |        |
| 裝甲兵教導總隊總隊長            | 徐庭瑤           | 1949年9月-1950年2月28日      | 保定陸軍官校第3期步兵科                     |        |
| 裝甲兵教導總隊戰車第1團團長     | 鮑薫南           | 1949年9月-1949年11月         | 中央軍校第9期交通科                         |        |
| 裝甲兵教導總隊戰車第1團團長     | 趙國昌           | 1949年11月-1950年2月28日     | 中央軍校第9期                               |        |
| 裝甲兵教導總隊戰車第2團團長     | 郭東晹           | 1949年9月-1950年2月28日      | 黃埔軍校第10期步兵科                        |        |
| 裝甲兵教導總隊戰車第3團團長     | 張廣勛（張廣勳） | 1949年9月-1950年2月28日      |                                             |        |
| 裝甲兵教導總隊戰車第4團團長     | 尹學謙           | 1949年11月-1950年2月28日     | 黃埔軍校第10期步兵科                        |        |
| 裝甲兵旅司令部                  | 蔣緯國           | 1950年3月1日-1953年6月11日   | 德國慕尼黑軍官學校，美國裝甲兵訓練中心      |        |
| 裝甲兵旅教導總隊                | 袁縉             | 1950年3月1日-1950年12月      |                                             |        |
| 裝甲兵旅教導總隊                | 鮑薫南           | 1950年12月-                  | 中央軍校第9期交通科                         |        |
| 裝甲兵旅第一總隊                | 趙國昌           | 1950年3月1日-1954年2月28日   | 中央軍校第9期                               |        |
| 裝甲兵旅第二總隊                | 郭東晹           | 1950年3月1日-1950年12月      | 黃埔軍校第10期步兵科                        |        |
| 裝甲兵旅第二總隊                | 趙志華           | 1950年12月-1954年2月28日     | 黃埔軍校第10期工兵科                        |        |
| 裝甲兵旅第三總隊                | 張廣勛（張廣勳） | 1950年3月1日-1951年9月       |                                             |        |
| 裝甲兵旅第三總隊                | 尹學謙           | 1951年9月-1954年2月28日      | 黃埔軍校第10期步兵科                        |        |
| 裝甲兵旅第四總隊                | 劉景揚           | 1950年3月1日-1954年2月28日   | 黃埔軍校第10期戰車兵科                      |        |
| 裝甲兵旅司令部                  | 郭彥             | 1953年6月11日-1954年2月28日  | 黃埔軍校第6期交通科，法國聖西爾軍校         |        |

### 裝甲兵第一師
| 指揮官 | 指揮官 | 指揮官                        | 指揮官                 | 指揮官 |
| 歷任   | 姓名   | 任期時間                      | 備註                   |        |
| ------ | ------ | ----------------------------- | ---------------------- | ------ |
| 首任   | 趙志華 | 1954年3月1日–1955年7月28日    | 黃埔軍校第10期工兵科   |        |
|        | 劉景揚 | 1955年7月28日-1957年10月31日  | 黃埔軍校第10期戰車兵科 |        |
|        | 郭東暘 | 1957年10月31日–1959年12月31日 | 黃埔軍校第10期步兵科   |        |
|        | 伊肇毅 | 1959年12月31日-1962年12月27日 | 中央軍校第11期工兵科   |        |
|        | 徐美雄 | 1962年12月27日-1964年2月20日  | 中央軍校第11期炮兵科   |        |
|        | 鮑薰南 | 1964年2月20日–1966年3月24日   | 中央軍校第9期交通科    |        |
|        | 洪世銘 | 1966年3月24日–1968年4月25日   | 中央軍校第11期步兵科   |        |
|        | 蔡士清 | 1968年4月25日-1970年7月2日    | 黃埔軍校第15期         |        |
|        | 毛道恪 | 1970年7月2日-1972年1月6日     | 黃埔軍校第14期         |        |
|        | 翁同文 | 1972年1月6日-1973年12月22日   |                        |        |
|        | 施震宙 | 1973年12月22日-1975年3月20日  | 黃埔軍校第22期         |        |

### 裝甲兵獨立第一旅
| 指揮官 | 指揮官 | 指揮官                       | 指揮官               | 指揮官 |
| 歷任   | 姓名   | 任期時間                     | 備註                 |        |
| ------ | ------ | ---------------------------- | -------------------- | ------ |
| 首任   | 岳天   | 1970年11月5日–1973年1月31日  | 中央軍校第17期砲兵科 |        |
|        | 李其賢 | 1973年1月31日–1975年11月27日 | 黃埔軍校第21期       |        |
|        | 劉漢瑩 | 1975年11月27日–1976年8月31日 | 黃埔軍校第23期       |        |

### 裝甲兵獨立第51旅
| 指揮官 | 指揮官 | 指揮官                       | 指揮官                 | 指揮官 |
| 歷任   | 姓名   | 任期時間                     | 備註                   |        |
| ------ | ------ | ---------------------------- | ---------------------- | ------ |
| 首任   | 劉漢瑩 | 1976年9月1日–1977年7月7日    | 黃埔軍校第23期         |        |
|        | 羅文山 | 1977年7月7日–1979年6月28日   | 陸軍官校28期裝甲兵科   |        |
|        | 孫國慶 | 1979年6月28日–1981年12月24日 | 陸軍官校24期裝甲兵科   |        |
|        | 張允中 | 1982年3月4日–1983年10月20日  | 陸軍官校第29期裝甲兵科 |        |
|        | 練覺先 | 1983年10月20日–1985年5月16日 | 陸軍官校第24期         |        |
|        | 楊德智 | 1985年5月16日–1987年2月5日   | 陸軍官校第33期裝甲兵科 |        |
|        | 田培駒 | 1987年2月5日–1989年5月25日   | 陸軍官校第35期裝甲兵科 |        |
|        | 王福安 | 1989年5月25日–1991年8月      | 陸軍官校第37期裝甲兵科 |        |
|        | 張林生 | 1991年8月–1994年4月          | 陸軍官校第39期裝甲兵科 |        |
|        | 王英典 | 1994年4月–1996年             | 陸軍官校第41期裝甲兵科 |        |
|        | 李玉文 | 1996年–1997年8月             | 陸軍官校第43期步兵科   |        |
|        | 張勘平 | 1997年8月–1999年3月          | 陸軍官校第43期         |        |

### 裝甲步兵第351旅
| 指揮官 | 指揮官 | 指揮官               | 指揮官                 | 指揮官 |
| 歷任   | 姓名   | 任期時間             | 備註                   |        |
| ------ | ------ | -------------------- | ---------------------- | ------ |
| 首任   | 劉興榮 | 1999年3月–2000年10月 | 陸軍官校第44期裝甲兵科 |        |
|        | 傅永茂 | 2000年10月–2003年7月 | 陸軍官校第47期裝甲兵科 |        |
|        | 吳恩德 | 2003年7月–2004年1月  | 陸軍官校第48期裝甲兵科 |        |